# 真蝦總目
真蝦總目（學名：Eucarida）是甲壳亚门软甲纲動物之下的一個總目，過往由十足目、磷蝦目、異蝦目以及一個只有化石物種的狹齒蝦目目所組成。根據2016年最新的分類，異蝦目已被併入十足目之下的真蝦下目。真蝦總目物種的特徵是牠們都擁有與所有胸甲融合的甲殼，被稱作「頭胸甲」（carapace）；而且牠們都有眼柄。

## 目
真蝦總目是一個高度多樣化、而且物種豐盛的分類單元。本總目由下列四個目組成：

### 磷蝦目
磷蝦目包括所有俗稱為「磷蝦」的海洋「蝦樣」生物，其五對腹肢（pleopod）又名「游泳足」（swimmerets），可輔助游泳；鰓裸露。這些磷蝦均以浮游生物為食，包括有約90個物種，當中部分更為這個地球上數量最多的物種。事實上，估算單單是南极磷虾（Euphausia superba）這一個物種的數量就已達5億公噸之數。然而，即使牠們數量龐大，仍然敵不過貪心的人類的撈捕：每年在南極海域所捕獲的磷蝦約為100,000公噸，威脅到以磷蝦為食的鯨類的生存。1993年，南极海洋生物资源养护委员会成立，為南極磷蝦的捕撈製定配額限制。

### 十足目
十足目是現時真蝦總目之下物種多樣化最高的分類單元，包括我們日常食用的各種蝦、蟹等物種。據2009年的估算，現時十足目有目種約1.5萬種。這些物種都有五對胸足，還有充份發育的頭胸甲，連牠們的鰓亦蓋起來（磷蝦目的鰓裸露）。具體來說，十足目之下的物種可分為：海螯蝦、螃蟹、蝦、虎蝦等類型。簡單來說：根據十足目物種的鰓的構造可二分為枝鰓亞目及抱卵亞目兩大分支；然後抱卵亞目又再分為五到十個下目，分別為真蝦下目、猬虾下目、異尾下目、短尾下目等。

### 異蝦目
除了上述兩個目，還有一種神秘的真蝦物種：異蝦（Amphionides reynaudii），是這個目唯一的代表，但由於其細小體型而失去了幾個特徵，使其分類尚不清楚。較近期的分類將牠們歸為十足目真蝦下目之下的總科地位未定分類。

### 狹齒蝦目
本目只有狹齒蝦科一個科，而且其下的兩個屬狹齒蝦屬和Schramidontus屬均只有化石物種。

## 外部連結
- 維基物種上的相關：真蝦總目